# Krizsán Zoltán
Krizsán Zoltán, álneve: Szövérdi Zoltán. (Kolozsvár, 1940. május 4. – Kolozsvár, 1993. február 19.) magyar újságíró, kritikus, filmesztéta.

## Életútja
Középiskolát szülővárosában az Ady-Șincai Líceumban (1959), magyar nyelv és irodalom szakot a Babeș–Bolyai Tudományegyetemen (1963) végzett. Marosvásárhelyt a Népi Alkotások Háza munkatársaként színdarabok, műsorfüzetek, kézikönyvek szerkesztésében vett részt (1963-65), majd 1968-tól az Igazság művelődési rovatának film-, rádió és televízió-, valamint tömegművelődési szerkesztője.
Szerepelt a fiatal költők Vitorla-ének c. antológiájában (1967), versei, riportjai, szemléi, filmkritikái az Utunk, Igaz Szó, Korunk, Vörös Zászló, Ifjúmunkás, Munkásélet, Hargita, Művelődés, Vörös Lobogó hasábjain jelentek meg. 1989 decembere óta a kolozsvári Szabadság kritikusa és publicistájaként működött. A kolozsvári Magyar Színház megnyitásának 200. évfordulójára készülve 1992. március 11-én színháztörténeti cikksorozatot indított lapjában 200 – és játszani kell fejléc alatt.